# ヒュンダイ・キャスパー
キャスパー (Casper、朝鮮語: 캐스퍼)は、韓国のヒョンデ自動車が販売する韓国の軽自動車規格のクロスオーバーSUV､ならびに軽ボンネットバン（キャスパーバン）である。
海外向けEV仕様はインスター(Inster)を名乗る。

## 概要
韓国の軽自動車規格に準拠しており、ヒョンデのラインナップでは最小のSUVかつ最小の車種となる。また、ヒョンデがキョンチャを韓国市場に投入するのはアトスの販売終了以来実に19年ぶりのこととなる。
生産は2021年4月に竣工した光州広域市の光州グローバルモーターズに委託されており、また、オンラインのみで販売を行う。

## 車名の由来
Casper
- 車名のキャスパーはスケートボードのトリック（技）に由来している[2]とされる。
- 一方、ティザーのCMでは｢地名(キャスパー (ワイオミング州)の地図が登場する)｣でも、スケボーの技でも、幽霊でもない｣というナレーションが付けられている。[3]
- 発売後のキャッチコピーは「Case by Casper(ケースバイキャスパー)」で、ケースバイケースという言葉とキャスパーをかけたもの。小さくても広く使い勝手の良い車として紹介している。

Inster
- 「親密(intimate)」と「革新的(innovative)」の英単語から取ったかばん語。

Insteroid
- 「Inster」と「ステロイド(steroid)」のかばん語[4]で、｢ステロイドをぶち込んで強化したインスター｣の意味。[5]

## 初代 (2021年-、AX1型)
2021年9月1日、外観を初公開。リヤドアは窓を若干小さくし、ドアハンドルをピラー内蔵のヒドゥンタイプとしたことで、一見3ドア風に見えるデザインを施されている。
韓国の軽自動車規格に準拠しており、外寸は全長3,595mm、全幅1,595mm、全高1,575mm、ホイールベース2,400mm、エンジンは直列3気筒 1.0LのMPI（自然吸気）とT-GDI（直噴ターボ）の2種類となる。なお、ターボ仕様はオプション装備扱いで、全グレードで選択可能。選択した場合はフロントにインタークーラー冷却用のダクトが設けられる。また、ターボ仕様オプション若しくはブレーキオプションを選択した場合、後輪のドラムブレーキがディスクブレーキに変更される。
プラットフォームは海外専売のAC3型i10と共通のK1プラットフォームを採用する。
シートは前後席ともに折りたたむことが可能で、オプションのトランクマットを選択すると車中泊用のベッドとして運用することも可能。また、助手席側は背面にトレイが備わっており、助手席を使用しない場合は倒して小物等を置くことが出来る。
2022年2月、商用車仕様である「キャスパーバン」を発表。乗用仕様の後席を撤去し2人乗りとしたことで荷室空間を拡大させている。当初は1グレードのみでスマートキーやナビといった装備も無かったが、後に選択できるようになった。但し、オプションのターボ仕様は選択可能だった。

## キャスパーエレクトリック/ヒョンデ・インスター
2024年6月27日、釜山モビリティショーにてワールドプレミアを行った。コナエレクトリック以来2車種目となるガソリン車の派生EVモデルである。韓国名はキャスパーエレクトリックで海外名はInster(インスター)と名付けられた。
当初は韓国の軽自動車規格「キョンチャ」規格で製作される予定であったが、後述のNMC電池搭載や国外輸出のためにキャスパーよりボディを大型化。これにより韓国内では小型車として販売されることとなった。
また、韓国車で初めてペダル踏み間違い防止装置(PMSA)を装備する。
韓国の国会の公用車としても採用されることとなり、政府は光州広域市と貸出契約を締結した。

### 輸出仕様(ヒョンデ・インスター)
欧州仕様は全車左ハンドルとなっており、ヒョンデUKのラインナップでは唯一左ハンドルとなっている。
日本仕様を除き、インスターはキャスパーやキャスパーエレクトリックと違い、後部ドアに取り付けられた顔のような装飾が無い。
2025年に発売を予定している日本仕様は、他の日本仕様のヒョンデ車同様「右ハンドル右ウインカー」となる。光州グローバルモーターズ初の右ハンドル車両であり、発表時点では唯一の右ハンドル仕様である。

### パワーユニット
ボルグワーナー社製のパワーユニットを装備しており、標準車は71kW(96PS)/147Nm、ロングレンジモデルは84.5kW(115PS)/147Nmを発揮する。
バッテリは標準車が42kWh、ロングレンジモデルは49kWhのものを装備しており、ヒョンデEV初のNMC電池(Lithium nickel manganese cobalt oxide：リチウムニッケルマンガンコバルト複合酸化物)を採用。WLTP基準での航続距離は標準車が300km、ロングレンジが355kmとなった。

### 年表
2023年12月5日、2024年にキャスパーエレクトリックとしてBEV仕様が発売される事が朝鮮ビズにて報じられた。元々EV仕様も計画されていたが、韓国を訪れた外国人にもキャスパーは好評のため、キャスパーエレクトリックは輸出も視野に開発を進めている。
日本では朝日新聞の取材により「2025年を目処に小型EV車を発表する。」ということが判明していた。
2024年6月11日、電気自動車仕様であるキャスパーエレクトリックのティザーサイトがオープンした。早期予約キャンペーンも後日行われることも発表している。
合わせて、海外仕様としてEV専売モデル「ヒョンデ・インスター」も発表された。
2024年 6月27日に開かれた釜山モビリティショーのプレスデーで初めて公開した。2024年 7月9日より事前予約を開始。
2024年10月23日発売。併せて光州グローバルモーターズでキャスパーエレクトリックの初出荷記念式を開催。同日、全羅南道光陽市ファン・ギルドン光陽港で欧州仕様(インスター)の初輸出便が出航した。
同日、欧州仕様向けの特別仕様車「インスタークロス」を発表。オフロード走行をモチーフに、前後専用エクステリアに専用デザインのホイール、マッドガードやマッドフラップ等を追加装備している。また韓国内でも後々に発売する事が併せて発表された。

## 日本市場での展開

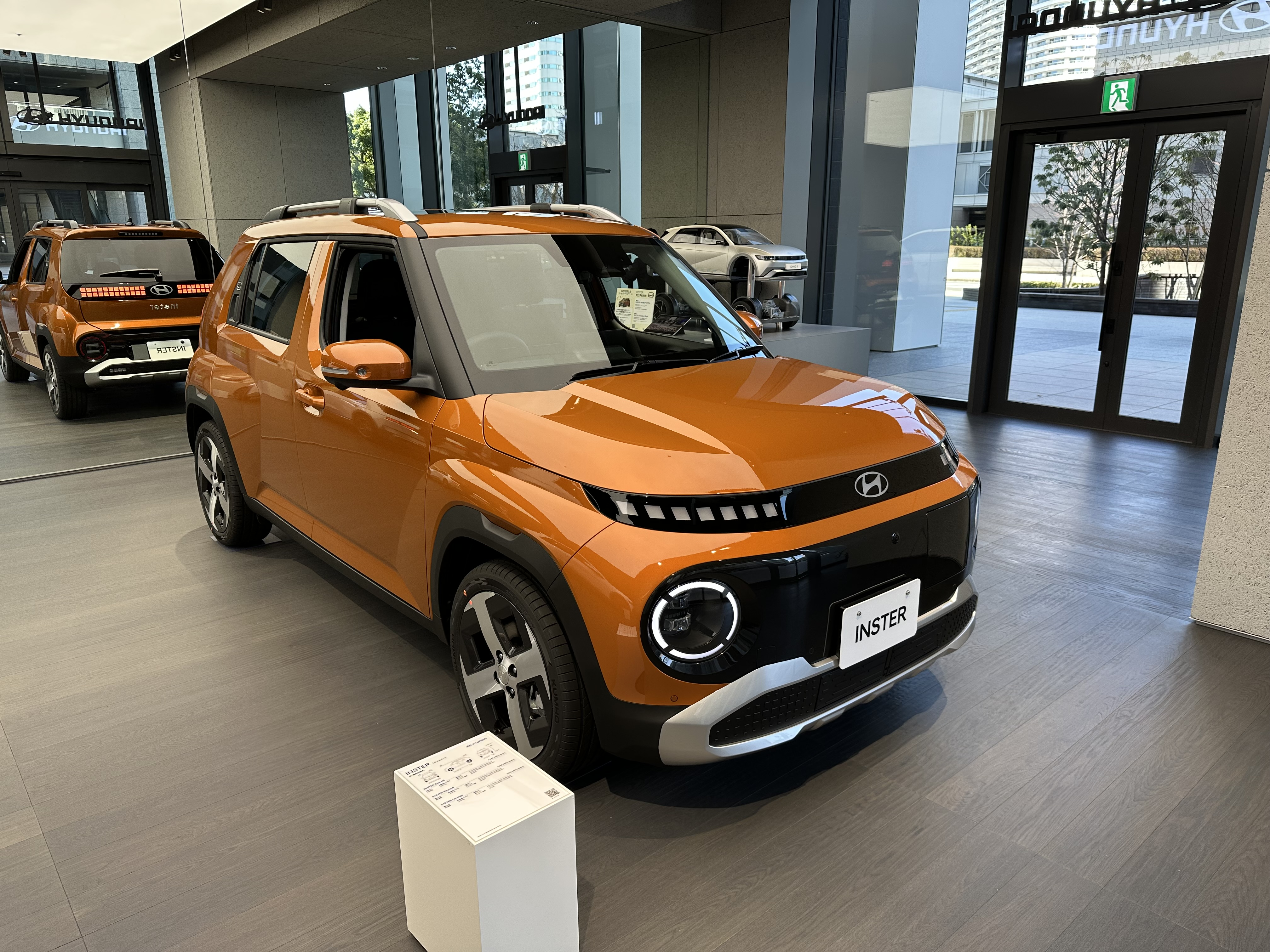
日本仕様インスター
(みなとみらい本社ショールーム)

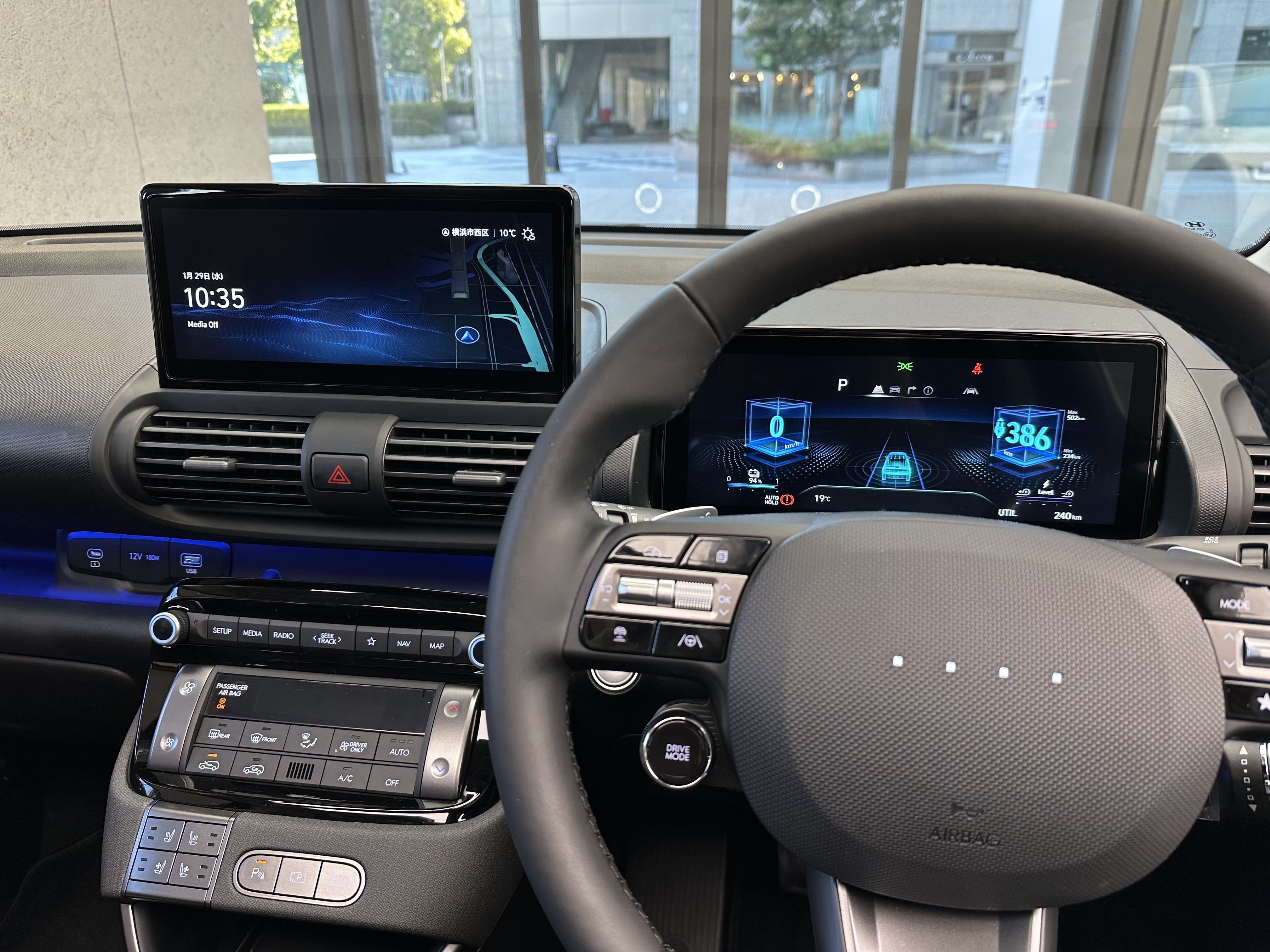
日本仕様インスターの運転席
(みなとみらい本社ショールーム)

2024年11月8日、Hyundai Mobility Japanは「インスター」を2025年春に日本市場に導入することを発表した。
2025年1月10日、東京オートサロン2025で日本仕様の発表を行った。発売日は未定だが、春先を予定している。併せて、限定300台の先行予約特典を発表。
Hyundai Assurance Programと呼ばれる3年間の点検・車検無料サービスを5年間に延長。また、国の補助金が35万円を割った場合、差額分をヒョンデが負担し、総額35万円の補助金を付けるとした。
日本仕様は3グレード構成で、税込価格284万9000円からとなる。
航続距離は発表時点では国土交通省に申請中のためWLTC値は公表されていない。これに伴い、日本仕様の航続距離を当てたヒョンデ公式サイトの会員には中間グレードのVoyageを1台プレゼントするキャンペーンも始まった。なお航続距離に関しては、その後Loungeグレードで458km(WLTC)であるとプレスリリースで公表された。
欧州仕様で設定されたインスタークロスは発売後に追加される予定である。
| グレード | 税込価格    | モーター定格出力 | バッテリ容量 | 航続距離(WLTC) | 下位グレードからの追加装備 |
| -------- | ----------- | ---------------- | ------------ | -------------- | --- |
| casual   | 2,849,000円 | 23.2kW           | 266V/42kWh   | 未定           | 15インチスチールホイール&ホイールキャップ・ハロゲンヘッドライト・ターンシグナルランプ(フェンダー・バルブタイプ)・運転席アームレスト・アウトサイドハンドルスイッチ・リアコンビネーションランプ(バルブタイプ) |
| Voyage   | 3,355,000円 | 28.2kW           | 310V/49kWh   | 458km          | 15インチアルミホイール・フルLEDヘッドランプ・ターンシグナルランプ(ドアミラー一体型・LED)・ルーフレール・前席セーフティ機能付きパワーウィンドウ・レインセンサー付きワイパー・後席USBポート・リアコンビネーションランプ(LED)・ヒートポンプ・本革巻きステアリング・前席シートヒーター・前席シートバックフルフォールディング機構・助手席シートボード・後席シートリクライニング機構 |
| Lounge   | 3,575,000円 | 28.2kW           | 310V/49kWh   | 458km          | 17インチアルミホイール・Aピラーブラックアウト・電動スライド式サンルーフ・前席シートヒーター&ベンチレーション・スマートフォンワイヤレスチャージ・アンビエントムードランプ・ステアリングインタラクティブピクセルライト・200V充電ケーブル |

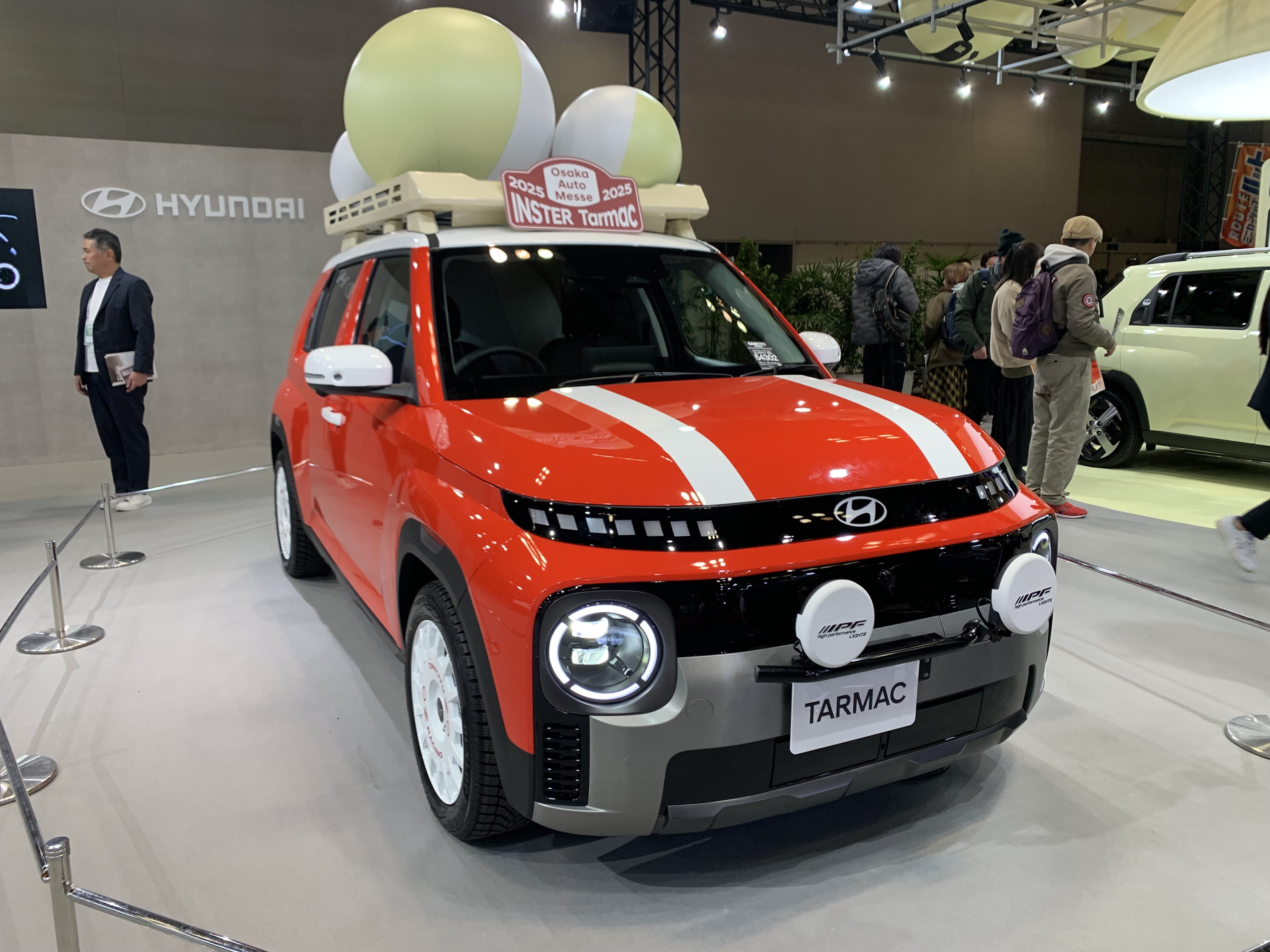
インスターターマック
(大阪オートメッセ2025)

同日、インスタークロスをベースとしたコンセプトカー「インスターターマック」も発表された。
2025年3月3日、先行予約300台の枠が満枠になった事を発表。次いで枠数制限のない先行予約第二弾の開始を発表した。第一弾との違いは延長保証期間を4年とし、補助金の補填額を総額30万円分とした。
2025年3月25日、ファミリーマートとのコラボイベント「ヒョンデ×ファミリーマート試乗会　サクッとINSTERドライブ」の開催を発表。東京・神奈川・千葉・静岡の対象10店舗にて試乗会を行う。
2025年4月1日、先行予約者向けの先行販売を開始。また、4月10日に一般発売を行うことを発表した。
2025年5月1日、インスターのCEV補助金が562,000円となる事が分かった。

## コンセプトカー

### RN24
ハイパフォーマンスブランド｢N｣名義の"Rolling Lab"コンセプトカー。N公式チャンネルにおける紹介では明確にキャスパー(もしくはインスター)の名前こそ出てはいないが｢ラインナップで最小のEVに、IONIQ5 Nのパワートレインを詰め込んだ｣としている。
ボディはフェンダー以外にパネルのないパイプフレームむき出しであるが、その前後灯火類の造形にはキャスパーの名残が強く見られるものとなっている。
製作時より市販車のパワーユニットに拘ったことによって、IONIQ5NのパワーユニットをそのままRN24サイズに合わせて搭載。しかし、ステアリングギアレシオ等一部のセッティングはi20Nラリー1と同様の数値若しくは同等の動きが出来るように調整され、足回りはラリー1と同様の部品で構成されている。
発表時のYouTube動画ではラリー1と殆ど同じ動きのドーナツターンを披露した。また、回生ブレーキの技術を応用し、油圧サイドブレーキを模した「e-handbrake by regen break system」やラリー1の排気音を擬似的に再現した「N Active Sound+ with special sound enhancement kit」を搭載している。

### インステロイド
2025年4月1日発表。「ヒョンデモーターヨーロッパが秘密裏に製作した」という設定で、ゲームからインスパイアを得た大胆さを美学として設計された。
外観は大柄なワイドボディ、サーキット走行に最適化されたホイール、空気力学に基づく巨大なスポイラーやディフューザー、ホイールアーチエアベントなど、「ゲームにインスパイアされた装備」を追加装備しており、車内コックピットはバケットシート、ロールケージ、専用のインストルメントクラスターという必要最小限のものだけを備えたレイアウトで、没入感あるドライブ体験を生み出すとされている。
これら全ての機能が調節可能で、『「作って、遊んで、壊して、を繰り返す」というモットーに忠実に、「ガレージで組み立てられたマシン」というユーザー中心の精神を反映しています。』とヒョンデ デザイン ヨーロッパのチーフデザイナー、エドゥアルド・ラミレスより発表された。
環境に配慮した材料へのアプローチの先駆者として、ヒョンデの持続可能性に対する回答を表現した車になっており、インテリアにはリサイクル糸を使って実際のサイズに合わせて作られた3Dニット生地を採用している。